# Michelangelo (wirus komputerowy)
Michelangelo – wirus komputerowy zarażający maszyny IBM PC z systemem operacyjnym MS-DOS (również PC-DOS, DR-DOS, itp.) w wersji 2.x lub wyższej, a także maszyny z innymi systemami operacyjnymi, jeśli są bootowane z dyskietki z DOS.
Michelangelo, który pojawił się w 1992 r., aktywizuje się 6 marca (w rocznicę urodzin włoskiego artysty doby Renesansu, Michała Anioła), zarażając sektory startowe dysku i nadpisując krytyczne dane systemowe, w tym FAT, co niszczy dysk. Odtworzenie danych z dysku uszkodzonego przez wirusa jest technicznie trudnym zadaniem.
Wskutek podjętej natychmiast akcji prewencyjnej, w 1992 r., skutki działania wirusa zostały zminimalizowane – ocenia się, że zdołał zarazić jedynie kilka tysięcy maszyn, choć spodziewano się wtedy znacznie gorszych skutków. Na fali powszechnego zainteresowania i wskutek powstałej paniki na rynku wypromowało się kilka firm produkujących oprogramowanie antywirusowe.
Warianty wirusa Michelangelo:
- Michelangelo.A
- Michelangelo.B
- Michelangelo.C
- Michelangelo.D
- Michelangelo.E
- Michelangelo.S
- MichelangeloII
- Stoned.Michelangelo
- Stoned.Michelangelo.A